# Miso Film
Miso Film är ett danskt produktionsbolag som producerat TV-serier som Dicte, Den som dräper och 1864.
Bolaget startades 2004 av producenterna Jonas Allen och Peter Bose.
Bolaget finns sedan 2013 även i Norge och i Sverige där det leds av Max Hallén.